# Paris stigmatosa
Paris stigmatosa är en nysrotsväxtart som beskrevs av Shu D.Zhang. Paris stigmatosa ingår i släktet ormbärssläktet, och familjen nysrotsväxter. Inga underarter finns listade.